# Sierra de San Gervás
La Sierra de San Gervás es la gran sierra de la Alta Ribagorza que hace de frontera entre los términos municipales del Pont de Suert, en la Alta Ribagorza, y de Tremp, del Pallars Jussá. Este último término municipal absorbió en 1970 el antiguo municipio ribagorzano de Espluga de Serra. Haciendo excepción del enclave de Enrens y Trepadús, que queda más al norte, la Sierra de San Gervás es el límite norte del gran término actual de Tremp. El extremo oeste de la sierra entra también en el término municipal de Sopeira, perteneciente a La Ribagorza.